# 9334 Moesta
9334 Moesta (1990 UU3) là một tiểu hành tinh vành đai chính được phát hiện ngày 16 tháng 10 năm 1990 bởi E. W. Elst ở Đài thiên văn Nam Âu.